# C Bay 70
Bei den bayerischen C Bay 70 handelt es sich um zweiachsige Abteilwagen für den Einsatz in Personenzügen nach dem Blatt 136 aus dem Wagenstandsverzeichnis (WV) für die Königlich Bayerischen Staatseisenbahnen vom 31. März 1913 (weitere Angaben siehe untenstehende Liste), welche ursprünglich von den Königlich privilegierten Bayerischen Ostbahnen (B.O.B.) beschafft wurden.

## Geschichte
Für die Personenbeförderung auf den von ihr betriebenen Linien beschaffte die B.O.B. in den Jahren zwischen 1856 (erstes Geschäftsjahr) und 1875 (letztes Geschäftsjahr und Übernahme durch die K.B.E.) ca. 220 Wagen der Gattung C. Von diesen wurde 1876 noch eine unbekannte Anzahl von der K.B.Sts.B übernommen und in ihrem Wagenpark ebenfalls als Gattung C eingereiht.

## Beschaffung
Als dritte Serie von Personenwagen der Gattung C wurden 1870 insgesamt zwanzig ungebremste und fünf gebremste Wagen beschafft. Der Stückpreis der ungebremsten Wagen lag bei 3.857 Mark, der der gebremsten bei 4.371 Mark. Sie hatten die gleichen Abmessungen wie die zuvor beschafften Wagen der B.O.B. nach Blatt-Nr. 11.

## Konstruktive Merkmale

### Untergestell
Der Rahmen der Wagen war komplett aus Profileisen aufgebaut. Als Zugeinrichtung hatten die Wagen Schraubenkupplungen nach VDEV. Die Zugstange war durchgehend und mittig gefedert. Als Stoßeinrichtung besaßen die Wagen in der Lieferversion Stangenpuffer der B.O.B.-Bauart mit einer Einbaulänge von 555 mm und 360 mm für die Pufferteller. Diese wurden später durch solche mit einer Einbaulänge von 620 mm ersetzt, wodurch sich auch die LüP der Wagen entsprechend änderte.

### Laufwerk
Die Wagen hatten aus Blechen und Winkeln genietete Achshalter der kurzen, geraden Bauform. Gelagert waren die Achsen in Gleitachslagern. Die Räder hatten Speichenradkörper des bayerischen Typs 23. Die jeweils 1.764 Millimeter langen Tragfedern hatten je sieben Blätter mit einem Querschnitt von 96 × 13 Millimeter.
In der Lieferversion waren 5 Wagen gebremst und 20 ungebremst. Im Verzeichnis von 1891 wurde für die gebremsten Wagen – neben dem zusätzlich vorhandenen Bremserhaus – der Einbau von Westinghouse-Bremsen ausgewiesen. Die ungebremsten Wagen waren teilweise nur mit Luftleitungen für Druckluftbremsen vorgesehen, teilweise ist auch der Einbau von Westinghouse-Bremsen nachgewiesen.

### Wagenkasten
Der Rahmen des Wagenkastens bestand aus einem hölzernen Ständerwerk, welches durch stählerne Zugbänder versteift wurde. Die Wände waren außen mit Blechen und innen mit Holz verkleidet. Die Stirnwände waren gerade, die Seitenwände ab der Höhe der Griffstangen für die Laufbretter nach unten leicht eingezogen. Das flache Tonnendach ragte nur leicht über die Seitenwände.
Die gebremsten Wagen hatten – wie bei den Ostbahnen üblich – halbseitig in den Wagenkasten integrierte, hochgestellte Bremserhäuser. Diese waren ausschließlich von Außen zugänglich. Außerdem hatten alle Wagen lange, seitliche Laufbretter mit Anhaltestangen.

### Ausstattung
Die Wagen hatten 4 bzw. 3 ½ Abteile der dritten Klasse. Diese waren mit einfachen Lattenbänken ausgestattet.
Beleuchtet wurden die Wagen in der Lieferversion mit Öl-Lampen. Die Beheizung erfolgte durch Dampfheizung. Zur Belüftung gab es Lamellenlüfter in den Abteiltüren sowie herablassbare Fenster.

## Skizzen, Musterblätter, Fotos

Ansicht zu Blatt 12 aus B.O.B. WV von 1872
Ansicht zu Blatt 24 aus B.O.B. WV von 1875
Ansicht zu Blatt 38 aus Bayer. WV von 1879
Ansicht zu Blatt 90 aus Bayer. WV von 1897
Ansicht zu Blatt 136 aus Bayer. WV von 1913

## Wagennummern
| Blatt-Nr. Herstelld.         | Blatt-Nr. Herstelld.         | Blatt-Nr. Herstelld.         | Gattungszeichen je Epoche Wagennummern je Epoche (mit Direktionsangaben) | Gattungszeichen je Epoche Wagennummern je Epoche (mit Direktionsangaben) | Gattungszeichen je Epoche Wagennummern je Epoche (mit Direktionsangaben) | Gattungszeichen je Epoche Wagennummern je Epoche (mit Direktionsangaben) | Gattungszeichen je Epoche Wagennummern je Epoche (mit Direktionsangaben) | Gattungszeichen je Epoche Wagennummern je Epoche (mit Direktionsangaben) | Gattungszeichen je Epoche Wagennummern je Epoche (mit Direktionsangaben) | Gattungszeichen je Epoche Wagennummern je Epoche (mit Direktionsangaben) | Gattungszeichen je Epoche Wagennummern je Epoche (mit Direktionsangaben) | Gattungszeichen je Epoche Wagennummern je Epoche (mit Direktionsangaben) | Fahrwerk / Ausstattung / Zusatzinfos (siehe jeweilige Legende) | Fahrwerk / Ausstattung / Zusatzinfos (siehe jeweilige Legende) | Fahrwerk / Ausstattung / Zusatzinfos (siehe jeweilige Legende) | Fahrwerk / Ausstattung / Zusatzinfos (siehe jeweilige Legende) | Fahrwerk / Ausstattung / Zusatzinfos (siehe jeweilige Legende) | Fahrwerk / Ausstattung / Zusatzinfos (siehe jeweilige Legende) | Fahrwerk / Ausstattung / Zusatzinfos (siehe jeweilige Legende) | Fahrwerk / Ausstattung / Zusatzinfos (siehe jeweilige Legende) | Fahrwerk / Ausstattung / Zusatzinfos (siehe jeweilige Legende) | Fahrwerk / Ausstattung / Zusatzinfos (siehe jeweilige Legende) | Fahrwerk / Ausstattung / Zusatzinfos (siehe jeweilige Legende) |
| Bau- jahr                    | Her- steller                 | Anz.                         | B.O.B. bis 1872                                                          | B.O.B. ab 1872                                                           | KBE ab 1876                                                              | KBE ab 1884                                                              | KBE ab 1893                                                              | KBE ab 1894                                                              | KBE ab 1907                                                              | DR (ab 1923)                                                             | DRG (ab 1930)                                                            | Ausge- mustert                                                           | Anz. Ach- sen                                                  | Brem- sen                                                      | Bl.                                                            | Hz.                                                            | Art u. Anz. Abteile (Sitze)                                    | Art u. Anz. Abteile (Sitze)                                    | Art u. Anz. Abteile (Sitze)                                    | Art u. Anz. Abteile (Sitze)                                    | Mil.                                                           | Mil.                                                           | Bemer- kung                                                    |
| Blatt-Nr. aus WV von Gattung | Blatt-Nr. aus WV von Gattung | Blatt-Nr. aus WV von Gattung | 12 1872 C.                                                               | 24 1875 C.                                                               | 38 1876 P.III.                                                           | 62 1891 P.III.                                                           | Plan 1893 C.                                                             | 90 1897 C.                                                               | 136 1913 C                                                               | C Bay 70                                                                 | C Bay 70                                                                 |                                                                          |                                                                |                                                                |                                                                |                                                                | A                                                              | 1.                                                             | 2.                                                             | 3.                                                             | O                                                              | M                                                              |                                                                |
| ---------------------------- | ---------------------------- | ---------------------------- | ------------------------------------------------------------------------ | ------------------------------------------------------------------------ | ------------------------------------------------------------------------ | ------------------------------------------------------------------------ | ------------------------------------------------------------------------ | ------------------------------------------------------------------------ | ------------------------------------------------------------------------ | ------------------------------------------------------------------------ | ------------------------------------------------------------------------ | ------------------------------------------------------------------------ | -------------------------------------------------------------- | -------------------------------------------------------------- | -------------------------------------------------------------- | -------------------------------------------------------------- | -------------------------------------------------------------- | -------------------------------------------------------------- | -------------------------------------------------------------- | -------------------------------------------------------------- | -------------------------------------------------------------- | -------------------------------------------------------------- | -------------------------------------------------------------- |
| 1870                         |                              | 20                           | 201                                                                      | 557                                                                      | 18 164                                                                   | 18 164                                                                   |                                                                          | 4 176                                                                    |                                                                          |                                                                          |                                                                          | < 1913                                                                   | 2                                                              | Ll                                                             | Öl                                                             | D                                                              |                                                                |                                                                |                                                                | 4 (40)                                                         |                                                                | 32                                                             |                                                                |
| 1870                         | 202                          | 20                           | 558                                                                      | 18 165                                                                   | 18 165                                                                   |                                                                          | 4 177                                                                    | 4 177                                                                    |                                                                          |                                                                          |                                                                          | (Wsbr)                                                                   | 2                                                              |                                                                | Öl                                                             | D                                                              |                                                                |                                                                |                                                                | 4 (40)                                                         |                                                                | 32                                                             |                                                                |
| 1870                         | 203                          | 20                           | 559                                                                      | 18 166                                                                   | 18 166                                                                   |                                                                          | 4 178                                                                    | 4 178                                                                    |                                                                          |                                                                          | <1914                                                                    | (Wsbr)                                                                   | 2                                                              |                                                                | Öl                                                             | D                                                              |                                                                |                                                                |                                                                | 4 (40)                                                         |                                                                | 32                                                             |                                                                |
| 1870                         | 204                          | 20                           | 560                                                                      | 18 167                                                                   | 18 167                                                                   |                                                                          | 4 179                                                                    |                                                                          |                                                                          |                                                                          | <1913                                                                    | (Wsbr)                                                                   | 2                                                              |                                                                | Öl                                                             | D                                                              |                                                                |                                                                |                                                                | 4 (40)                                                         |                                                                | 32                                                             |                                                                |
| 1870                         | 205                          | 20                           | 561                                                                      | 18 168                                                                   | 18 168                                                                   |                                                                          | 4 180                                                                    | 4 180                                                                    |                                                                          |                                                                          |                                                                          | (Wsbr)                                                                   | 2                                                              |                                                                | Öl                                                             | D                                                              |                                                                |                                                                |                                                                | 4 (40)                                                         |                                                                | 32                                                             |                                                                |
| 1870                         | 206                          | 20                           | 562                                                                      | 18 169                                                                   | 18 169                                                                   |                                                                          | 4 181                                                                    | 4 181                                                                    |                                                                          |                                                                          |                                                                          | (Wsbr)                                                                   | 2                                                              |                                                                | Öl                                                             | D                                                              |                                                                |                                                                |                                                                | 4 (40)                                                         |                                                                | 32                                                             |                                                                |
| 1870                         | 207                          | 20                           | 563                                                                      | 18 170                                                                   | 18 170                                                                   |                                                                          | 4 182                                                                    | 4 182                                                                    |                                                                          |                                                                          |                                                                          | (Wsbr)                                                                   | 2                                                              |                                                                | Öl                                                             | D                                                              |                                                                |                                                                |                                                                | 4 (40)                                                         |                                                                | 32                                                             |                                                                |
| 1870                         | 208                          | 20                           | 564                                                                      | 18 171                                                                   | 18 171                                                                   |                                                                          | 4 183                                                                    | 4 183                                                                    |                                                                          |                                                                          | <1914                                                                    | (Wsbr)                                                                   | 2                                                              |                                                                | Öl                                                             | D                                                              |                                                                |                                                                |                                                                | 4 (40)                                                         |                                                                | 32                                                             |                                                                |
| 1870                         | 209                          | 20                           | 565                                                                      | 18 172                                                                   | 18 172                                                                   |                                                                          | 4 184                                                                    |                                                                          |                                                                          |                                                                          | <1913                                                                    | (Wsbr)                                                                   | 2                                                              |                                                                | Öl                                                             | D                                                              |                                                                |                                                                |                                                                | 4 (40)                                                         |                                                                | 32                                                             |                                                                |
| 1870                         | 210                          | 20                           | 566                                                                      | 18 173                                                                   | 18 173                                                                   |                                                                          | 4 185                                                                    |                                                                          |                                                                          |                                                                          | <1913                                                                    | Ll                                                                       | 2                                                              |                                                                | Öl                                                             | D                                                              |                                                                |                                                                |                                                                | 4 (40)                                                         |                                                                | 32                                                             |                                                                |
| 1870                         | 211                          | 20                           | 567                                                                      | 18 174                                                                   | 18 174                                                                   |                                                                          | 4 186                                                                    |                                                                          |                                                                          |                                                                          | <1913                                                                    | (Wsbr)                                                                   | 2                                                              |                                                                | Öl                                                             | D                                                              |                                                                |                                                                |                                                                | 4 (40)                                                         |                                                                | 32                                                             |                                                                |
| 1870                         | 212                          | 20                           | 568                                                                      | 18 175                                                                   | 18 175                                                                   |                                                                          | 4 187                                                                    |                                                                          |                                                                          |                                                                          | <1913                                                                    | Ll                                                                       | 2                                                              |                                                                | Öl                                                             | D                                                              |                                                                |                                                                |                                                                | 4 (40)                                                         |                                                                | 32                                                             |                                                                |
| 1870                         | 213                          | 20                           | 569                                                                      | 18 176                                                                   | 18 176                                                                   |                                                                          | 4 188                                                                    | 4 188                                                                    |                                                                          |                                                                          | <1914                                                                    | (Wsbr)                                                                   | 2                                                              |                                                                | Öl                                                             | D                                                              |                                                                |                                                                |                                                                | 4 (40)                                                         |                                                                | 32                                                             |                                                                |
| 1870                         | 214                          | 20                           | 570                                                                      | 18 177                                                                   | 18 177                                                                   |                                                                          | 4 189                                                                    | 4 189                                                                    |                                                                          |                                                                          |                                                                          | (Wsbr)                                                                   | 2                                                              |                                                                | Öl                                                             | D                                                              |                                                                |                                                                |                                                                | 4 (40)                                                         |                                                                | 32                                                             |                                                                |
| 1870                         | 215                          | 20                           | 571                                                                      | 18 178                                                                   | 18 178                                                                   |                                                                          | 4 190                                                                    | 4 190                                                                    |                                                                          |                                                                          |                                                                          | (Wsbr)                                                                   | 2                                                              |                                                                | Öl                                                             | D                                                              |                                                                |                                                                |                                                                | 4 (40)                                                         |                                                                | 32                                                             |                                                                |
| 1870                         | 216                          | 20                           | 572                                                                      | 18 179                                                                   | 18 179                                                                   |                                                                          | 4 191                                                                    | 4 191                                                                    |                                                                          |                                                                          |                                                                          | (Wsbr)                                                                   | 2                                                              |                                                                | Öl                                                             | D                                                              |                                                                |                                                                |                                                                | 4 (40)                                                         |                                                                | 32                                                             |                                                                |
| 1870                         | 217                          | 20                           | 573                                                                      | 18 180                                                                   | 18 180                                                                   |                                                                          | 4 192                                                                    | 4 192                                                                    |                                                                          |                                                                          |                                                                          | (Wsbr)                                                                   | 2                                                              |                                                                | Öl                                                             | D                                                              |                                                                |                                                                |                                                                | 4 (40)                                                         |                                                                | 32                                                             |                                                                |
| 1870                         | 218                          | 20                           | 574                                                                      | 18 181                                                                   | 18 181                                                                   |                                                                          | 4 193                                                                    |                                                                          |                                                                          |                                                                          | <1913                                                                    | (Wsbr)                                                                   | 2                                                              |                                                                | Öl                                                             | D                                                              |                                                                |                                                                |                                                                | 4 (40)                                                         |                                                                | 32                                                             |                                                                |
| 1870                         | 219                          | 20                           | 575                                                                      | 18 182                                                                   | 18 182                                                                   |                                                                          | 4 194                                                                    | 4 194                                                                    |                                                                          |                                                                          |                                                                          | (Wsbr)                                                                   | 2                                                              |                                                                | Öl                                                             | D                                                              |                                                                |                                                                |                                                                | 4 (40)                                                         |                                                                | 32                                                             |                                                                |
| 1870                         | 220                          | 20                           | 576                                                                      | 18 183                                                                   | 18 183                                                                   |                                                                          | 4 195                                                                    | 4 195                                                                    |                                                                          |                                                                          |                                                                          | (Wsbr)                                                                   | 2                                                              |                                                                | Öl                                                             | D                                                              |                                                                |                                                                |                                                                | 4 (40)                                                         |                                                                | 32                                                             |                                                                |
| Blatt-Nr. aus WV von Gattung | Blatt-Nr. aus WV von Gattung | Blatt-Nr. aus WV von Gattung | 12 1872 C.br.                                                            | 24 1875 C.br.                                                            | 38 1876 P.III.                                                           | 62 1891 P.III.                                                           | Plan 1893 C.                                                             | 90 1897 C.                                                               | 136 1913 C                                                               | C Bay 70                                                                 | C Bay 70                                                                 |                                                                          |                                                                |                                                                |                                                                |                                                                | A                                                              | 1.                                                             | 2.                                                             | 3.                                                             | O                                                              | M                                                              |                                                                |
| 1870                         |                              | 5                            | 221                                                                      | 571                                                                      | 18 184                                                                   | 18 184                                                                   |                                                                          | 4 196                                                                    |                                                                          |                                                                          |                                                                          | < 1913                                                                   | 2                                                              | Hbr (Wsbr)                                                     | Öl                                                             | D                                                              |                                                                |                                                                |                                                                | 3 ½ (37)                                                       |                                                                | 30                                                             |                                                                |
| 1870                         | 222                          | 5                            | 572                                                                      | 18 185                                                                   | 18 185                                                                   |                                                                          | 4 197                                                                    |                                                                          |                                                                          |                                                                          | < 1913                                                                   |                                                                          | 2                                                              | Hbr (Wsbr)                                                     | Öl                                                             | D                                                              |                                                                |                                                                |                                                                | 3 ½ (37)                                                       |                                                                | 30                                                             |                                                                |
| 1870                         | 223                          | 5                            | 573                                                                      | 18 186                                                                   | 18 186                                                                   |                                                                          | 4 198                                                                    |                                                                          |                                                                          |                                                                          | < 1913                                                                   |                                                                          | 2                                                              | Hbr (Wsbr)                                                     | Öl                                                             | D                                                              |                                                                |                                                                |                                                                | 3 ½ (37)                                                       |                                                                | 30                                                             |                                                                |
| 1870                         | 224                          | 5                            | 574                                                                      | 18 187                                                                   | 18 187                                                                   |                                                                          | 4 199                                                                    |                                                                          |                                                                          |                                                                          | < 1913                                                                   |                                                                          | 2                                                              | Hbr (Wsbr)                                                     | Öl                                                             | D                                                              |                                                                |                                                                |                                                                | 3 ½ (37)                                                       |                                                                | 30                                                             |                                                                |
| 1870                         | 225                          | 5                            | 575                                                                      | 18 188                                                                   | 18 188                                                                   |                                                                          | 4 200                                                                    |                                                                          |                                                                          |                                                                          | < 1913                                                                   |                                                                          | 2                                                              | Hbr (Wsbr)                                                     | Öl                                                             | D                                                              |                                                                |                                                                |                                                                | 3 ½ (37)                                                       |                                                                | 30                                                             |                                                                |